# Monte Ossa (Tasmania)
Il monte Ossa (in inglese Mount Ossa) è, grazie ai suoi 1.617 metri di altezza, la cima più elevata dell'isola di Tasmania, in Australia. Appartiene alla catena del Pelion e rientra nel Parco nazionale del monte Cradle e del lago St Clair nella regione degli altipiani centrali della Tasmania. L'isolamento topografico è pari a 524 km.
Studiato per la prima volta dagli europei nel 1860, il suo status di maggiore cima dell'isola venne confermato nel 1954. Come la maggior parte dei picchi della zona, dal punto di vista geologico, è composto essenzialmente da dolerite depositatasi nel Giurassico.

## Storia
La presenza degli aborigeni intorno al monte Cradle risale all'ultima era glaciale (10.000 anni fa) e si ritiene che le comunità locali fossero nomadi, improntate principalmente a compiere battute di caccia stagionali durante i mesi estivi. Diversi manufatti e resti di villaggi più o meno stanziali contenenti vari tipi di pietra e strumenti sono stati rinvenuti nella piana di Pelion e presso il lago St Clair, dove i primi topografi segnalarono la presenza di capanne nella zona.
Individuato per la prima volta dagli europei quando Charles Gould lo studiò nel 1860, il nome monte Ossa gli fu assegnato alla stessa maniera di quello presente in Grecia, poiché George Frankland, uno dei primi geometri della Tasmania, ammirava la cultura greca e la geografia ellenica. Ad ogni modo, oggi si suole definirlo anche monte Nereus e i topografi vissuti nel XX secolo vi hanno fatto alternativamente riferimento come Parsons Hood, Dundas, Blackhouse o, in maniera più semplice, riportandolo con un numero. Per anni si è pensato che il monte Cradle fosse il più alto della Tasmania, in virtù del fatto che le misurazioni eseguite avvenivano solo in maniera approssimativa: risultava infatti difficile esaminare da vicino l'area. È stato confermato che si trattasse della vetta maggiore della Tasmania dopo un sopralluogo aereo nel 1954.

### Sviluppo iniziale
Nel 1892 la Mole Creek and Zeehan Mineral Prospecting and Exploration Company Ltd scoprirono il carbone del periodo Permiano alle pendici del monte Ossa e nelle aree circostanti, scavando diversi tunnel. I lavori non diedero i frutti sperati, poiché si rinvennero solo materiali di bassa qualità e le gallerie non vennero sviluppate, sebbene nella zona adiacente fosse attiva una miniera di rame. Il tentativo negli anni '20 di cercare petrolio fallì quando il governo rinunciò al progetto.
Le attività minerarie consentirono lo sviluppo dell'area: lo Stewards Track fu creato da est e venne ampliato e ribattezzato Innes Track (oggi viene chiamato Arm River Track). Il vecchio rifugio di Pelion costituiva la base delle operazioni minerarie e ancora oggi si presenta come località  sull'Overland Track e punto di partenza per gli escursionisti che scalano l'Ossa.
I cacciatori di animali lavorarono in zona dal 1860 fino alla crisi del commercio di pellicce avvenuta circa un secolo dopo, negli anni Cinquanta, quasi in concomitanza con quando la caccia nel parco fu dichiarata illegale. Sopravvivono oggi dei rifugi, tra cui Du Cane e Pine Valley, e sono evidenti i segni della presenza umana per via del disboscamento in vari punti.

### Parco nazionale
Nel 1910 Gustav e Kate Weindorfer scalarono il Cradle: una volta ammirato da lassù il panorama, incluso il monte Ossa, lasciandosi impressionare dalla bellezza, Gustav esclamò: "Quest'area deve diventare un parco nazionale per la gente per sempre. È magnifico e le persone devono conoscerlo e goderselo". Il luogo è stato dichiarato riserva panoramica nel 1922, poi riserva naturale nel 1927 e infine parco nazionale nel 1947. Durante tale periodo di transizione, i vecchi cacciatori e fabbricatori di pellicce iniziarono a costruire capanne e guidare gli escursionisti.
Da allora il monte Ossa è diventato una popolare destinazione per gli appassionati di camminata grazie alla realizzazione di un percorso consigliato verso la cima. Nel 1991 il 30% degli escursionisti dell'Overland Track ha scelto di compiere una deviazione per recarsi sulla montagna.

## Accesso
Il monte Ossa può essere scalato tramite una pista ben battuta dal passo del Pelion alla vetta: può essere affrontato sia come strada secondaria dell'Overland Track sia tramite l'Arm River Track. Le condizioni possono essere molto rigide in inverno, con venti potenti e temperature gelide. È necessaria una breve arrampicata per salire in vetta, senza la quale non è dunque possibile raggiungere la sommità.

## Galleria d'immagini

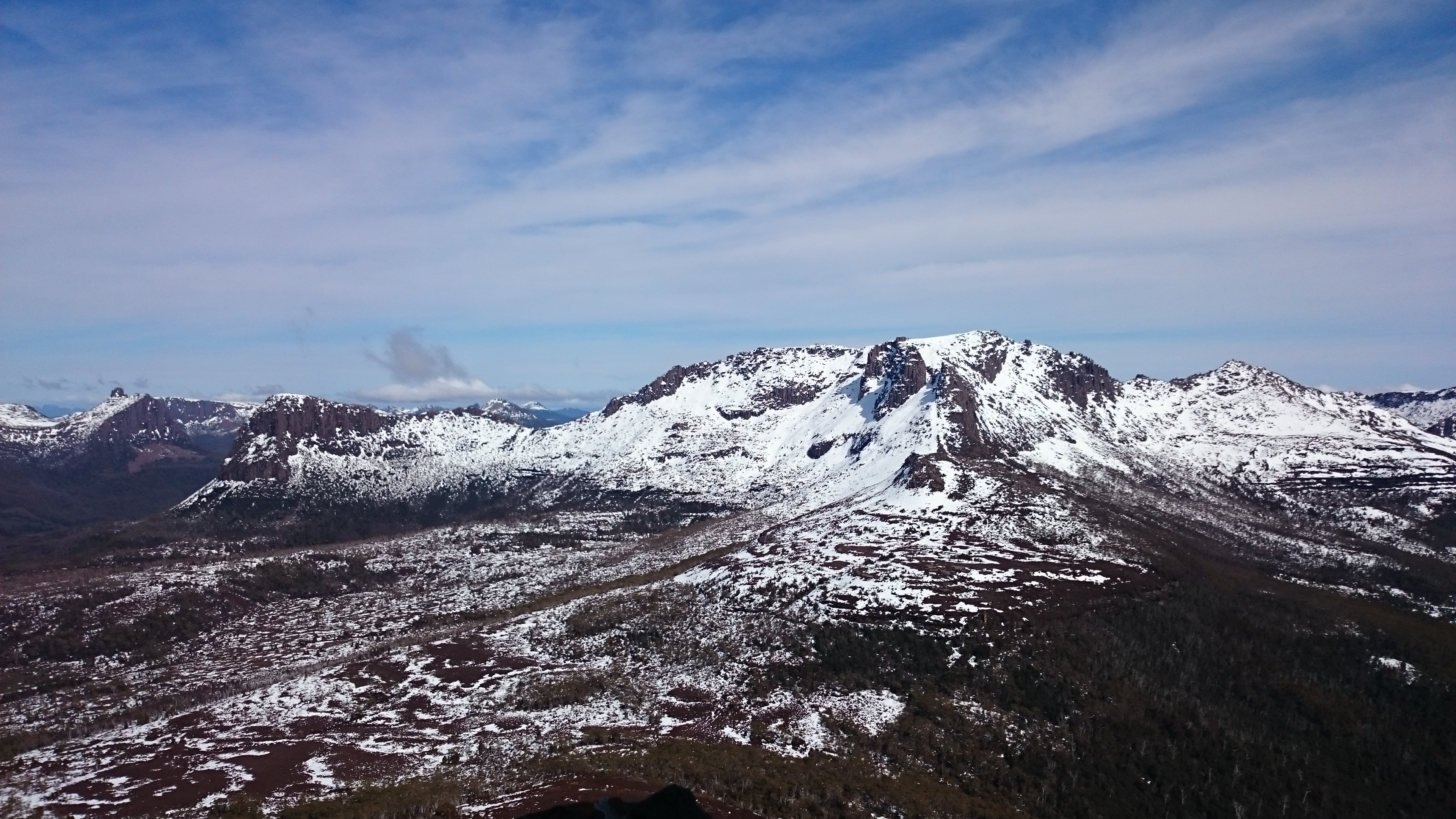
Il monte Ossa visto dalla vetta del monte Pelion Est in inverno
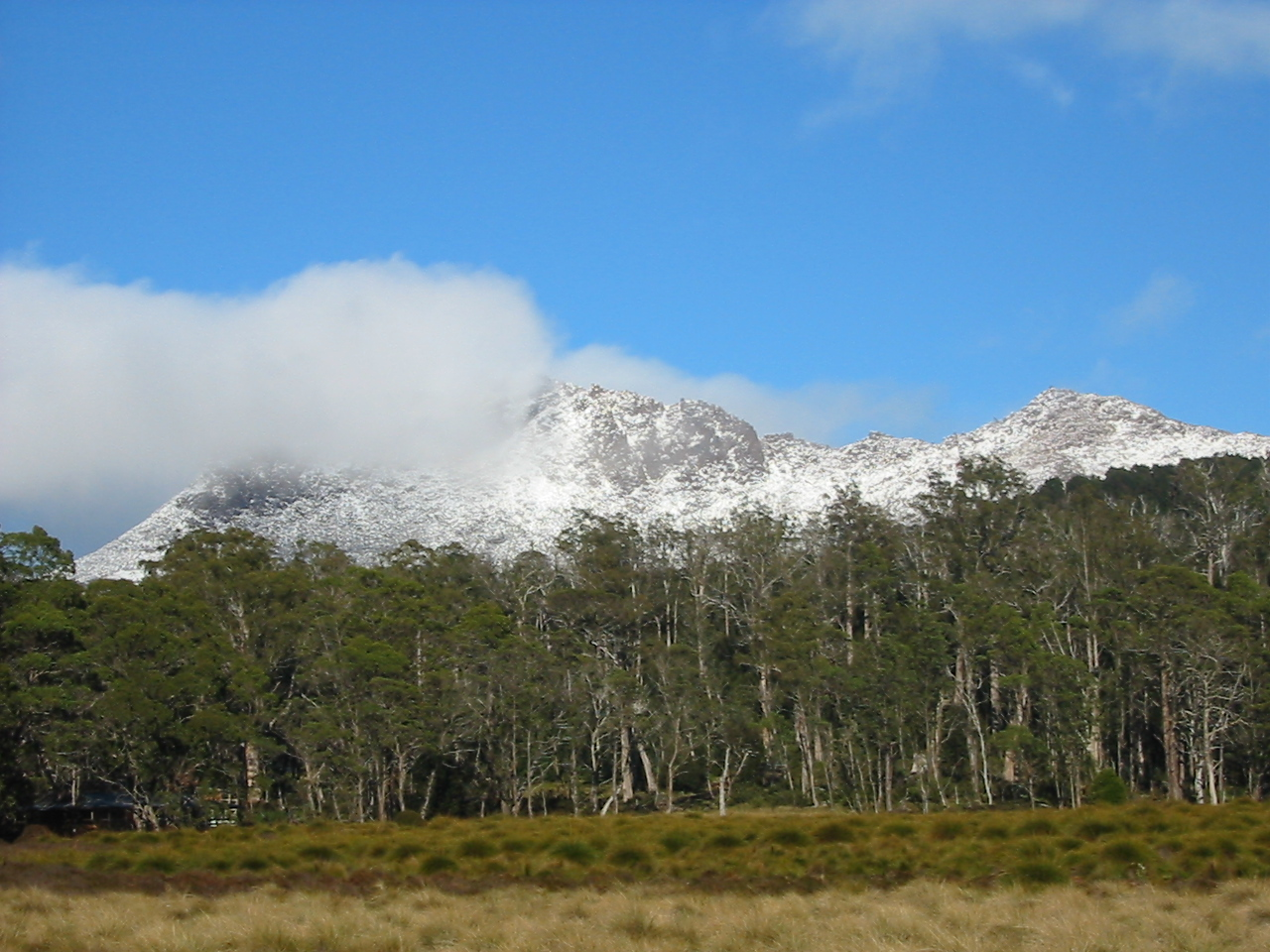
L'Ossa visto dalla piana di Pelion
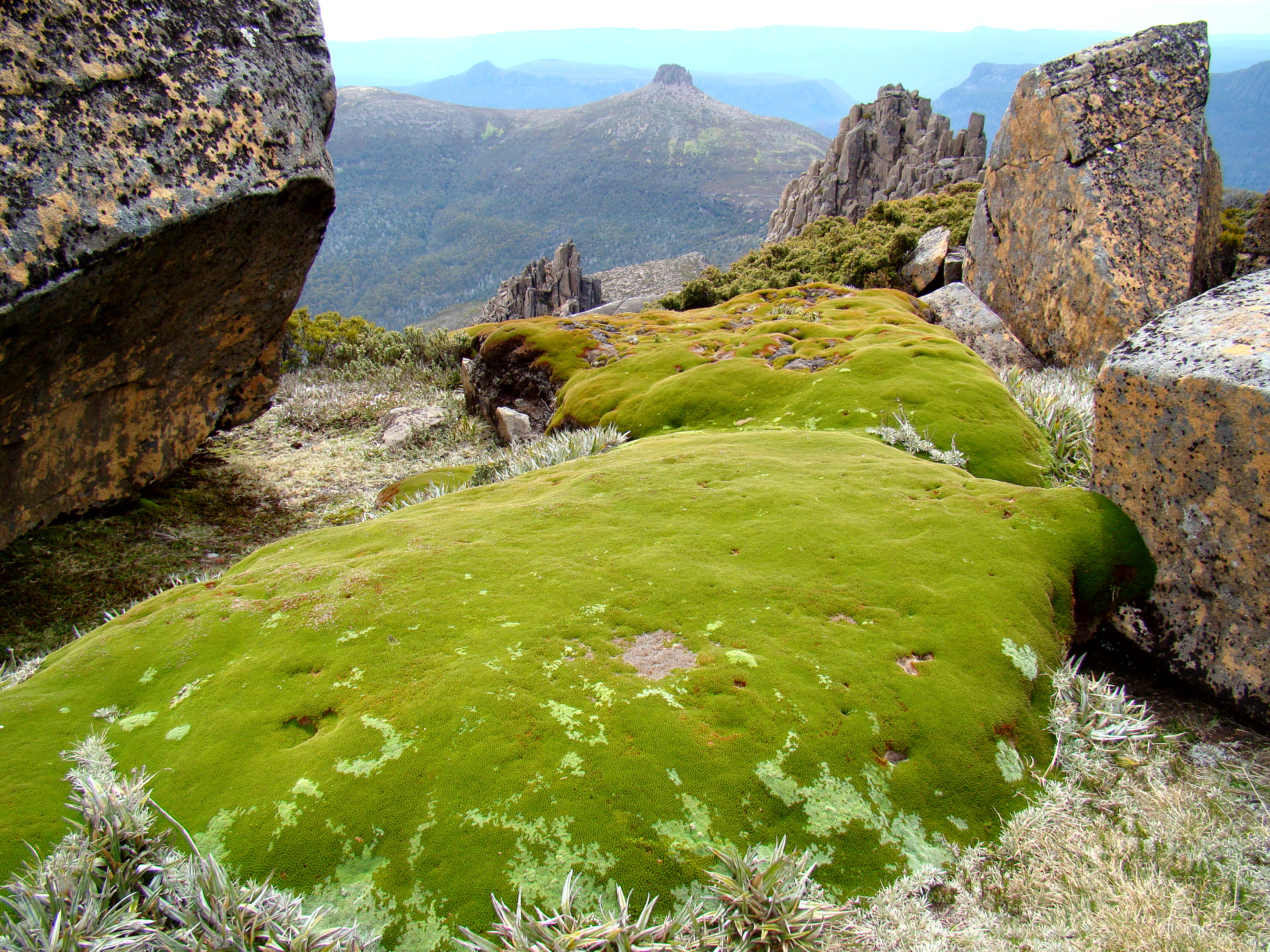
Licheni sulla cima
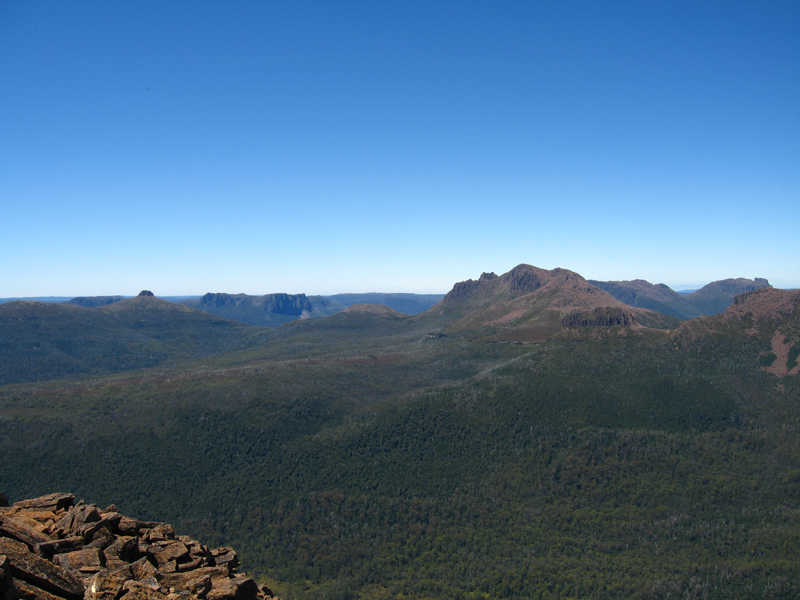
Il monte Ossa, la più alta vetta della Tasmania, vista dal Pelion Ovest sulla destra. Sulla sinistra, il Pelion Est con la sua caratteristica cima appuntita